# Mossatjärnen (Anundsjö socken, Ångermanland)
Mossatjärnen är en sjö i Örnsköldsviks kommun i Ångermanland och ingår i Gideälvens huvudavrinningsområde.